# Temple de Flore
Le Temple de Flore est un temple romain du peuple samnite situé sur le territoire communal de Cerreto Sannita, province de Bénévent dans la région de Campanie,.

## Historique

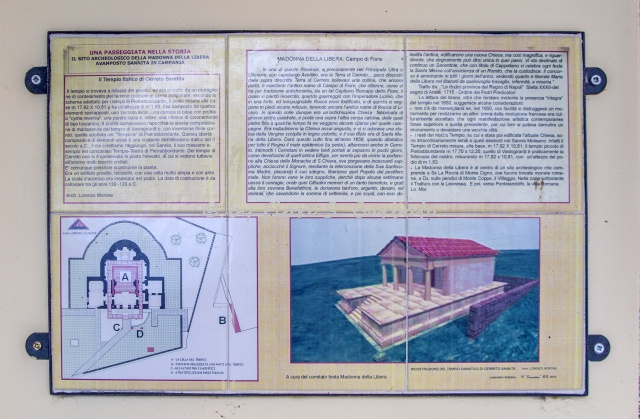

Le temple était situé à l'endroit où se trouvait une colonie samnite, probablement le « Cominium Ocritum » mentionné par Tite-Live et touché par Hannon, le général d'Hannibal, pendant la deuxième guerre punique. 
Il reste peu de traces archéologiques de ce village samnite, comme les murs en pierres sèches du Monte Cigno et les vestiges du temple, du nom de la déesse Flore, déesse des moissons.
La Chiesa della Madonna della Libera (it) a été construite au fil des siècles sur les vestiges du temple de Flore.
Le 10 février 1951, une série de pièces de monnaie en argent de l'époque romaine ont été trouvées dans cette zone, confirmant la thèse de l'existence du Cominium dans la localité.

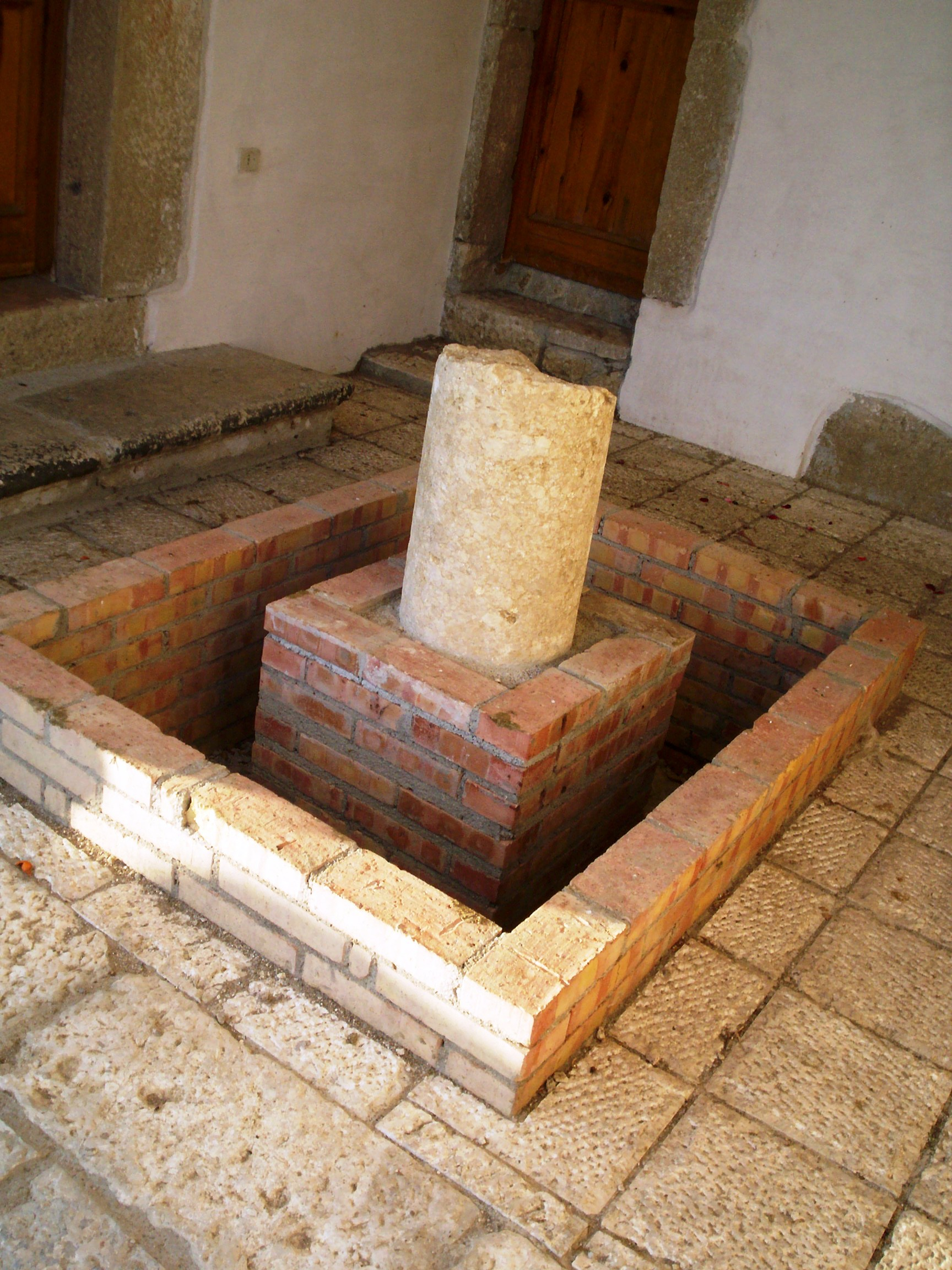
Tronçon d'une colonne du temple de Flore.

Dans les années 1930, l'historien local Silvestro Mastrobuoni effectua une reconnaissance de la zone à la recherche de vestiges archéologiques. Sur le Mont Cigno, il a trouvé et photographié « des morceaux de tuf qui devaient former la voûte d'une pièce » et, sur le versant nord de la montagne, « là où l'on peut voir une sorte de place, nous avons remarqué une citerne et des traces de murs anciens ».
À la suite de quelques reconnaissances effectuées sur Monte Cigno par le Bureau historique de l'état-major général de l'armée, la présence d'un chemin muletier pavé, sans utilisation prévue actuelle, et de nombreux restes de murs samnites polygonaux très similaires à ceux existants à Saepinum (it). Le reboisement dense a empêché de visiter la zone explorée dans les années 1930, probablement la plus riche en vestiges archéologiques.

## Description

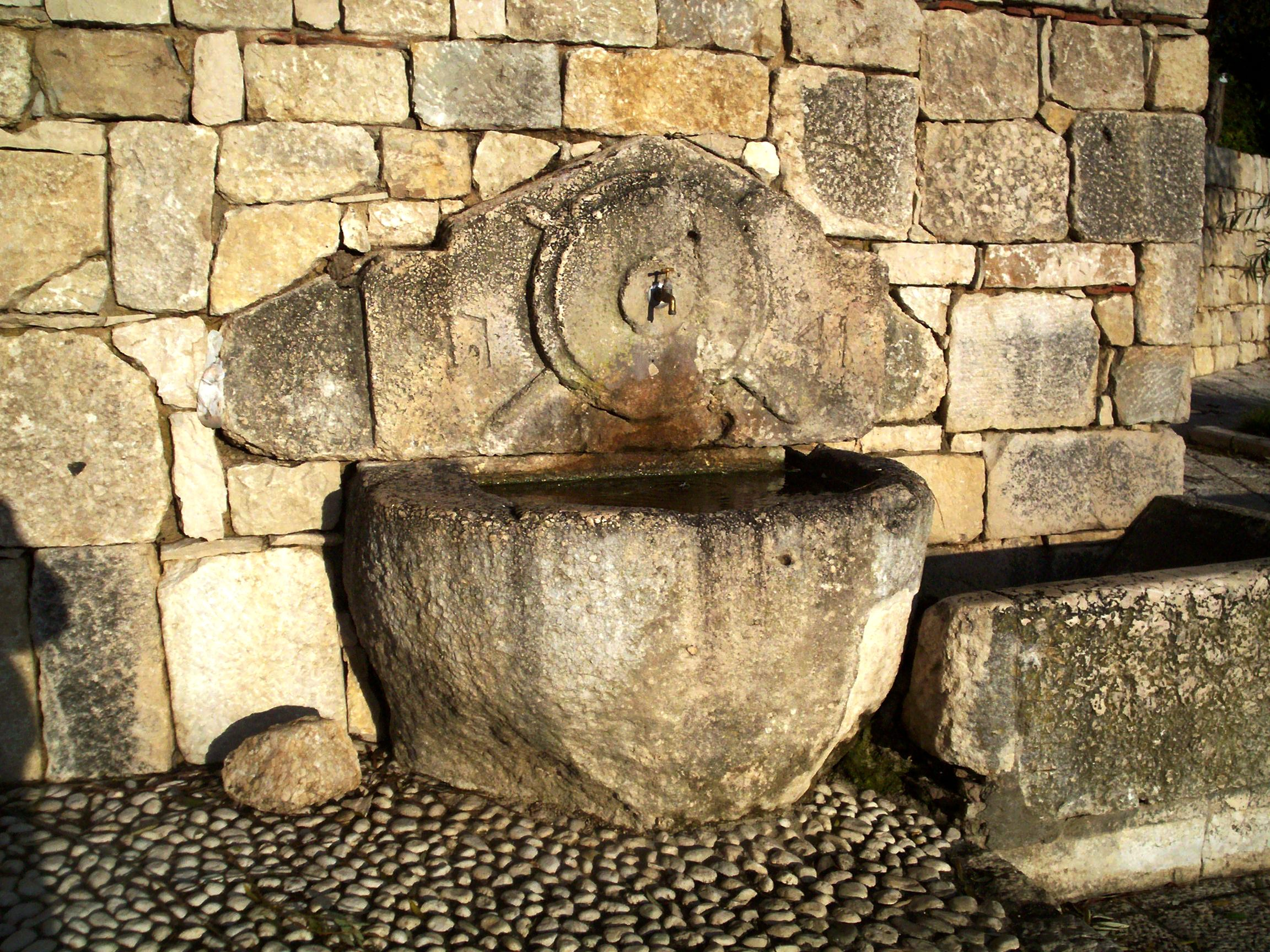
Détail de la fontaine, construite avec des blocs de pierre provenant de la base du temple samnite de la déesse Flore.

Du temple, il ne reste que quelques blocs polygonaux, situés dans le cimetière de l'église de la Madonna della Libera et qui constituaient la base du podium du temple. Sur ces blocs se trouvaient d'autres blocs de pierre équarris placés à l'envers par rapport aux précédents. Sur ces derniers blocs reposaient les colonnes qui étaient ornées de chapiteaux de pierre richement  ornés de rinceaux. Certains de ces chapiteaux ont été retrouvés dans certaines écuries de ferme où ils servaient, après avoir été creusés au milieu, comme abreuvoirs.
Au centre du soubassement, un fossé permettait d'accéder au sanctuaire du temple par un escalier.
Certains blocs du temple ont été utilisés au XVIIIe siècle pour créer la fontaine située à quelques dizaines de mètres de l'église de la Madonna della Libera.